# Belendorffit
Belendorffit ist ein sehr selten vorkommendes Mineral aus der Mineralklasse der „Elemente“ mit der chemischen Zusammensetzung Cu7Hg6 und damit chemisch gesehen eine natürliche Legierung, genauer ein Amalgam aus Kupfer und Quecksilber, auch bekannt als Kupferamalgam.
Belendorffit kristallisiert im trigonalen Kristallsystem und bildet massive Nuggets.

## Etymologie und Geschichte
Entdeckt wurde Belendorffit von Klaus Belendorff (* 1956) am Moschellandsberg in der Nähe von Obermoschel in Rheinland-Pfalz. Die Erstbeschreibung erfolgte 1992 durch H.-J. Bernhardt, K. Schmetzer, die das Mineral nach dessen Entdecker benannten.
Das Typmaterial von Belendorffit wird im Mineralogischen Institut der Ruhr-Universität Bochum und im Naturhistorischen Museum in Mainz (Sammlungs-Nr. M 2004/57-LS) in Rheinland-Pfalz aufbewahrt.

## Klassifikation
Da der Belendorffit erst 1989 als eigenständiges Mineral anerkannt wurde, ist er in der seit 1977 veralteten 8. Auflage der Mineralsystematik nach Strunz noch nicht verzeichnet. Einzig im Lapis-Mineralienverzeichnis nach Stefan Weiß, das sich aus Rücksicht auf private Sammler und institutionelle Sammlungen noch nach dieser alten Form der Systematik von Karl Hugo Strunz richtet, erhielt das Mineral die System- und Mineral-Nr. I/A.02-22. In der „Lapis-Systematik“ entspricht dies der Klasse der „Elemente“ und dort der Abteilung „Metalle und intermetallische Verbindungen“, wo Belendorffit zusammen mit Aurihydrargyrumit, Bleiamalgam, Eugenit, Goldamalgam, Kolymit, Luanheit, Moschellandsbergit, Paraschachnerit, Potarit, gediegen Quecksilber, Schachnerit und Weishanit eine eigenständige, aber unbenannte Gruppe bildet (Stand 2018).
Die seit 2001 gültige und von der International Mineralogical Association (IMA) bis 2009 aktualisierte 9. Auflage der Strunz’schen Mineralsystematik ordnet den Belendorffit ebenfalls in die Abteilung der „Metalle und intermetallische Verbindungen“ ein. Diese ist allerdings weiter unterteilt nach den in der Verbindung vorherrschenden Metallen, die entsprechend ihrer verwandten Eigenschaften in Metallfamilien eingeteilt wurden. Belendorffit ist hier entsprechend seiner Zusammensetzung in der Unterabteilung „Quecksilber-Amalgam-Familie“ zu finden, wo er nur noch zusammen mit Kolymit die „Kupferamalgam-Gruppe“ mit der System-Nr. 1.AD.10 bildet.
Auch die vorwiegend im englischen Sprachraum gebräuchliche Systematik der Minerale nach Dana ordnet den Belendorffit in die Klasse und gleichnamige Abteilung der „Elemente“ ein. Hier ist er ebenfalls nur zusammen mit Kolymit in der „01.01.09 Kupferamalgam-Legierungen“ mit der System-Nr. 01.01.09 innerhalb der Unterabteilung „Metallische Elemente außer der Platingruppe“ zu finden.

## Chemismus
In der idealen (theoretischen) Zusammensetzung besteht Belendorffit (Cu7Hg6) aus Kupfer (Cu) und Quecksilber (Hg) im Stoffmengenverhältnis von 7 : 6, was einem Massenanteil (Gewichts-%) von 26,99 Gew.-% Cu und 73,01 Gew.-% Hg entspricht.
Insgesamt 10 Mikrosondenanalysen am Typmaterial vom Moschellandsberg ergaben eine nur leicht abweichende Zusammensetzung von durchschnittlich 25,61 Gew.-% Cu und 74,06 Gew.-% Hg. Dies korrespondiert mit der empirischen Formel Cu6,78Hg6,22.

## Kristallstruktur
Belendorffit kristallisiert in der trigonalen Raumgruppe R3m (Raumgruppen-Nr. 160) mit den unvollständig bestimmten Gitterparametern a = 9,4082(4) Å und unbekannter Größe für b. Dafür wurde für den Winkel α ein Wert von 90,472(5)° bestimmt. Die Elementarzelle enthält vier Formeleinheiten.

## Bildung und Fundorte
Belendorffit bildet sich in Quecksilber-Lagerstätten, wo er entsprechend mit Quecksilber vergesellschaftet auftritt.
Bisher (Stand: 2020) konnte das Mineral außer an seiner Typlokalität Moschellandsberg im Donnersbergkreis in Deutschland nur noch am ebenfalls in Rheinland-Pfalz liegenden Potzberg im Landkreis Kusel gefunden werden. Die einzigen weiteren bekannten Fundorte sind die Gruben „Adolf“ sowie „Andrássy I.“ und „Andrássy III.“ bei Rudabánya im ungarischen Komitat Borsod-Abaúj-Zemplén.